# مجتمع الجسيمات الفلكية الأوروبية
مجتمع الجسيمات الفلكية الأوروبية (ASPERA) هي شبكة من الوكالات الحكومية الوطنية المسؤولة عن تنسيق وتمويل جهود البحث الوطنية في فيزياء الجسيمات الفلكية.

## الأعضاء
تضم مجتمع الجسيمات الفلكية الأوروبية الوكالات التالية: FNRS (بلجيكا) ، FWO (بلجيكا) وMEYS (جمهورية التشيك) وCEA (فرنسا) وCNRS (فرنسا) وBMBF (ألمانيا) وPTDESY (ألمانيا) وDEMOKRITOS (اليونان) وINFN (إيطاليا) ) وFOM (هولندا) وFCT (البرتغال) وFECYT (إسبانيا) وMEC (إسبانيا) وSNF (سويسرا) وVR (السويد) وSTFC (المملكة المتحدة) والمنظمة الأوروبية CERN.

## التاريخ
بدأت مجتمع الجسيمات الفلكية الأوروبية في تموز 2006 وتمولها المفوضية الأوروبية على مدى ثلاث سنوات. نشأت مجتمع الجسيمات الفلكية الأوروبية من خلال وجود ApPEC (اتحاد تنسيق / اتحاد فيزياء الجسيمات الأوروبية) والذي تأسس في عام 2001 عندما بادرت ست وكالات علمية أوروبية لتنسيق وتشجيع فيزياء الجسيمات الفلكية في أوروبا.

## خارطة الطريق
كان أحد أهم إنجازات مجتمع الجسيمات الفلكية الأوروبية هو إنتاج خارطة طريق أوروبية مشتركة للمستقبل، في مجال فيزياء الجسيمات الفلكية.
نُشرت في أيلول 2008 في بروكسل، تقدم خريطة الطريق "السبعة الرائعون"، وهي البنى التحتية السبع الكبيرة المتوقعة في السنوات العشر القادمة للإجابة على بعض الأسئلة الأكثر إثارة حول الكون مثل: ما هي المادة المظلمة؟ ما هو أصل الأشعة الكونية؟ ما هو دور العمليات الكونية العنيفة؟ هل يمكننا الكشف عن موجات الجاذبية؟
- CTA، مجموعة تلسكوب Cherenkov، مجموعة كبيرة من تلسكوبات Cherenkov للكشف عن أشعة جاما الكونية عالية الطاقة
- KM3NeT، تلسكوب نيوترينو بحجم كيلومتر مكعب في البحر الأبيض المتوسط
- كاشفات بمقياس طن لعمليات البحث عن المادة المظلمة، مثل EURECA
- كاشف بمقياس طن لتحديد الطبيعة الأساسية وكتلة النيوترينوات
- كاشف بمقياس ميجاتون للبحث عن اضمحلال البروتون والفيزياء الفلكية للنيوترينو والتحقيق في خصائص النيوترينو
- مصفوفة كبيرة للكشف عن الأشعة الكونية المشحونة
- الجيل الثالث من هوائي الجاذبية الأرضية